# Tomás Andrade
Tomás Gustavo Andrade (Temperley, Buenos Aires, 16 de novembro de 1996), é um futebolista argentino que atua como meia-atacante. Atualmente joga pelo Botafogo Futebol Clube.

## Carreira
Natural de Temperley, Província de Buenos Aires, Andrade começou na base do Lanús em 2004. Em 2007, viajou à Espanha e passou por períodos no Atlético de Madrid e no Barcelona, mas optou pelo retorno à Argentina por dificuldades de adaptação. No fim de 2012, se transferiu para o River Plate. Em 2013, Andrade foi campeão e eleito o melhor jogador do Mundial de Clubes Sub-17 com os Millonarios. No mesmo ano, recebeu convocações para a seleção argentina sub-17.
Em agosto de 2015, se juntou por empréstimo à equipe sub-21 do Bournemouth, da Inglaterra. Disputou duas partidas antes de receber a liberação do clube em fevereiro de 2016.
Em seu retorno ao River, foi incorporado ao elenco principal e fez sua estreia profissional no dia 30 de abril de 2016, em uma partida contra o Vélez Sarsfield válida pelo Campeonato Argentino. Integrou os times campeões da Copa Argentina de 2016 e 2017 e da Recopa Sul-Americana de 2016.
Em 24 de janeiro de 2018, foi anunciada a contratação por empréstimo de Andrade pelo Atlético Mineiro, em acordo válido por um ano com direitos federativos fixados. Andrade fez sua estreia pelo clube em 18 de fevereiro de 2018, entrando nos últimos sete minutos do clássico contra o América Mineiro e assinando uma assistência, além de um lançamento que resultou em gol contra do adversário.
Marcou o seu primeiro gol pelo Atlético e também o seu primeiro como profissional em 7 de junho de 2018, na vitória por 3 a 1 contra o América Mineiro pelo Campeonato Brasileiro. Voltou a marcar no jogo seguinte, desempatando o placar na vitória por 5 a 2 sobre o Fluminense., e seu terceiro gol saiu na vitoria de 3 x 0 sobre o Botafogo.

## Títulos
River Plate
- Copa Argentina: 2015–16 e 2016–17
- Recopa Sul-Americana:  2016

Athletico Paranaense
- Copa do Brasil: 2019
- Copa Suruga Bank: 2019